# Richard Verderber
Richard Verderber (Gottschee, 1884. január 23. – Bécs, 1955. szeptember 8.) olimpiai ezüstérmes osztrák tőr- és kardvívó, katonatiszt.